# Laurence Olivier
Laurence Olivier (n. 22 mai 1907, Dorking, Anglia, Regatul Unit al Marii Britanii și Irlandei – d. 11 iulie 1989, West Sussex, Anglia, Regatul Unit) a fost un actor și regizor de film englez.

## Biografie
Laurence Olivier, după 1947, Sir Laurence, după 1970, Lord Laurence, a fost un apreciat interpret Shakespeare-ian al secolului XX. Apare pentru prima dată în public la vârsta de 9 ani, în rolul Brutus în piesa Iulius Cezar. În 1929, debutează în film într-o producție germană, O văduvă temporară.
S-a căsătorit cu actrița Jill Esmond în 1930, mutându-se împreună în Statele Unite odată cu premiera piesei Private Lives, care a avut loc pe Broadway. În 1946 a câștigat un premiu din partea New York Film Critics Circle pentru cel mai bun actor și un Oscar cu Henry V, în 1948 a câștigat din partea New York Film Critics Circle un premiu pentru cel mai bun actor și un Oscar la aceeași categorie cu Hamlet, iar în 1955 din partea Academiei Britanice un premiu pentru cel mai bun actor britanic cu Richard III. A fost căsătorit cu  Vivien Leigh (1940 – 1960).
Între 1963-1973 a fost director al Royal National Theatre din Londra.

## Filmografie

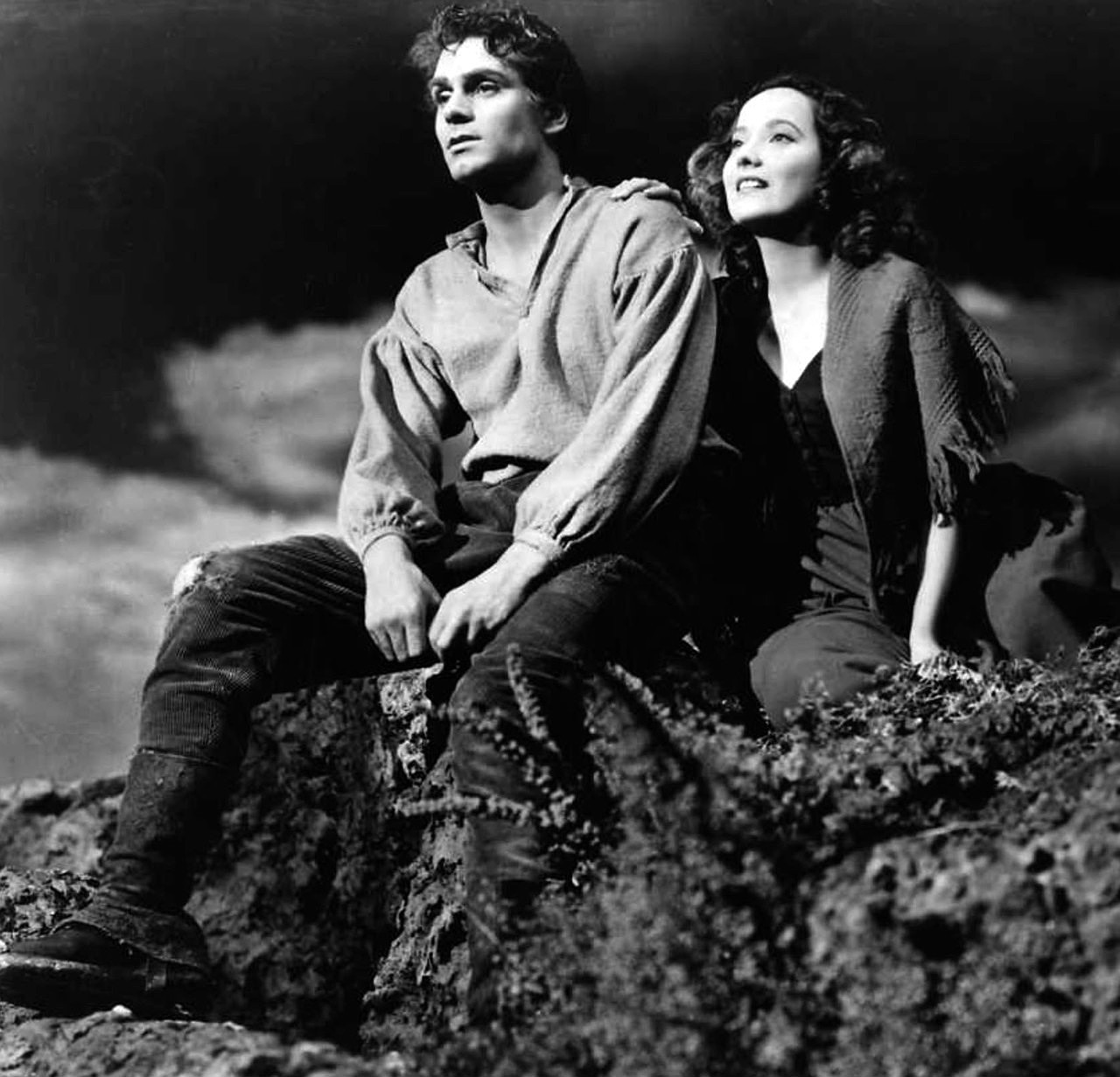
Olivier, cu Merle Oberon în filmul din 1939 Wuthering Heights

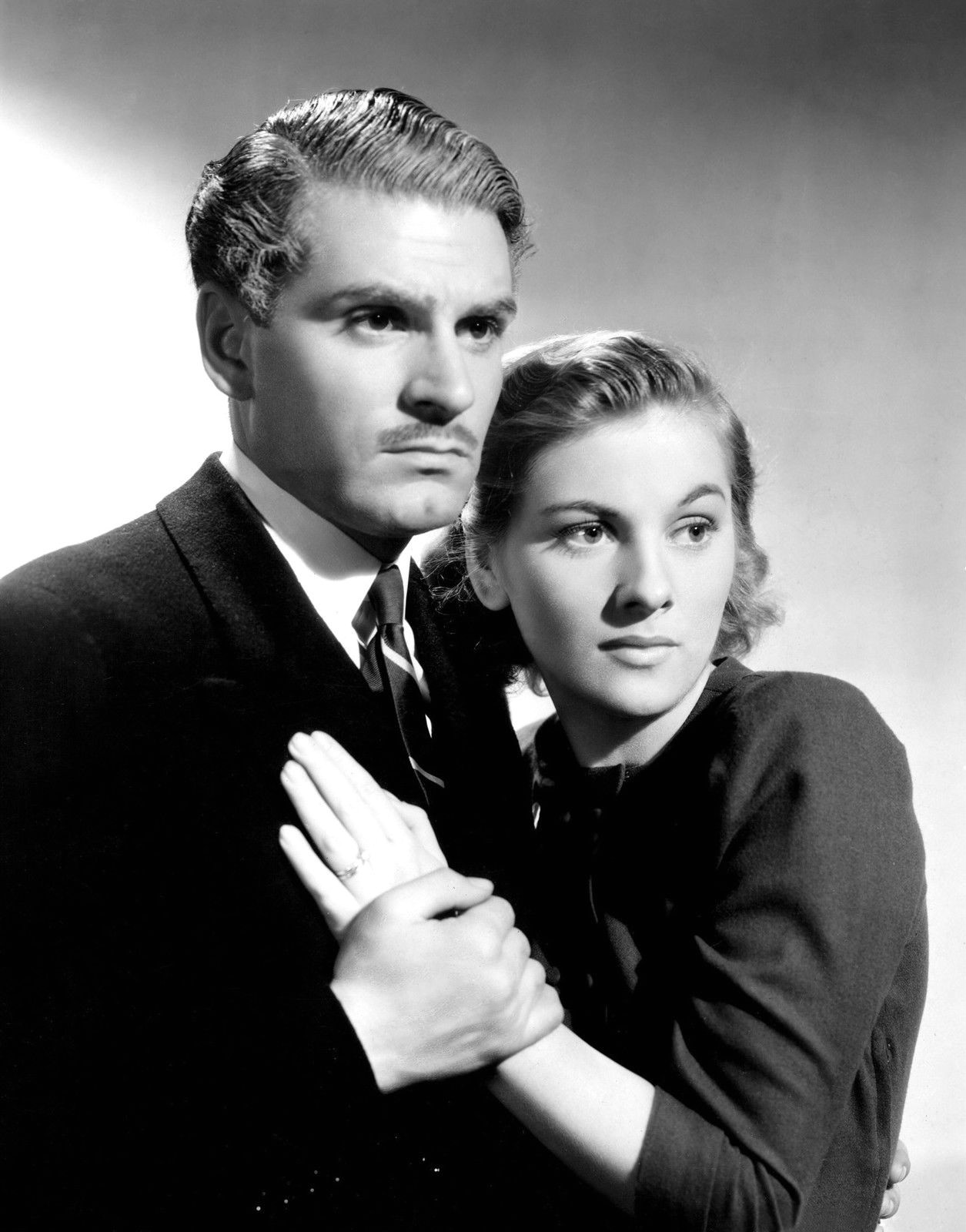
Olivier cu Joan Fontaine în filmul din 1940 Rebecca

| Film                                         | An   | Rol                                      | Note                                                                     | Ref.   |
| -------------------------------------------- | ---- | ---------------------------------------- | ------------------------------------------------------------------------ | ------ |
| The Temporary Widow                          | 1930 | Peter Bille                              |                                                                          | [ 21 ] |
| Too Many Crooks                              | 1930 | The Man                                  |                                                                          | [ 22 ] |
| Potiphar's Wife                              | 1931 | Straker                                  |                                                                          | [ 23 ] |
| Friends and Lovers                           | 1931 | Lieutenant Nichols                       |                                                                          | [ 24 ] |
| The Yellow Ticket                            | 1931 | Julian Rolfe                             | Lansat în Regatul Unit ca The Yellow Passport                            | [ 25 ] |
| Westward Passage                             | 1932 | Nick Allen                               |                                                                          | [ 26 ] |
| Perfect Understanding                        | 1933 | Nicholas Randall                         |                                                                          | [ 27 ] |
| No Funny Business                            | 1933 | Clive Dering                             |                                                                          | [ 28 ] |
| Moscow Nights                                | 1935 | Captain Ivan Ignatoff                    |                                                                          | [ 29 ] |
| As You Like It                               | 1936 | Orlando                                  |                                                                          | [ 30 ] |
| Fire Over England                            | 1937 | Michael Ingolby                          |                                                                          | [ 31 ] |
| The Divorce of Lady X                        | 1938 | Logan                                    |                                                                          | [ 32 ] |
| Q Planes                                     | 1939 | Tony McVane                              |                                                                          | [ 33 ] |
| Wuthering Heights                            | 1939 | Heathcliff                               |                                                                          | [ 34 ] |
| 21 Days                                      | 1940 | Larry Durrant                            |                                                                          | [ 35 ] |
| Rebecca                                      | 1940 | Maxim de Winter                          |                                                                          | [ 36 ] |
| Pride and Prejudice (Mândrie și prejudecată) | 1940 | Fitzwilliam Darcy                        |                                                                          | [ 37 ] |
| Conquest of the Air                          | 1940 | Vincent Lunardi                          |                                                                          | [ 38 ] |
| That Hamilton Woman (Lady Hamilton)          | 1941 | Horatio Nelson                           |                                                                          | [ 39 ] |
| 49th Parallel                                | 1941 | Johnnie, the Trapper                     |                                                                          | [ 40 ] |
| Words for Battle                             | 1941 | Narator                                  | Co-productie Ministerul Informației din Regatul Unit și Crown Film Unit  | [ 41 ] |
| The Volunteer                                | 1943 | Rolul său                                | Realizat împreună cu Ministerul Informației din Regatul Unit             | [ 42 ] |
| Malta G.C.                                   | 1943 | Narator                                  | Co-productie Ministerul Informației din Regatul Unit și Crown Film Unit  | [ 43 ] |
| The Demi-Paradise                            | 1943 | Ivan Kouznetsoff                         |                                                                          | [ 44 ] |
| This Happy Breed                             | 1944 | Narator                                  |                                                                          | [ 45 ] |
| Henry V                                      | 1944 | King Henry V                             | Și regizor și producător                                                 | [ 46 ] |
| Hamlet                                       | 1948 | Hamlet                                   | Și regizor și producător                                                 | [ 47 ] |
| Father's Little Dividend                     | 1950 | Film Industry Visitor                    |                                                                          | [ 48 ] |
| The Magic Box                                | 1951 | Police Constable 94-B                    |                                                                          | [ 49 ] |
| Carrie                                       | 1952 | George Hurstwood                         |                                                                          | [ 50 ] |
| The Beggar's Opera                           | 1953 | Captain MacHeath                         | Co-producer, with Herbert Wilcox                                         | [ 51 ] |
| Richard III                                  | 1955 | Richard III                              | Și regizor și producător                                                 | [ 52 ] |
| Prințul și dansatoarea                       | 1957 | Charles, the Prince Regent               | Și regizor și producător                                                 | [ 53 ] |
| Discipolul diavolului (The Devil's Disciple) | 1959 | General John Burgoyne                    |                                                                          | [ 54 ] |
| Cabotinul (The Entertainer)                  | 1960 | Archie Rice                              |                                                                          | [ 55 ] |
| Spartacus                                    | 1960 | Marcus Licinius Crassus                  |                                                                          | [ 56 ] |
| Cazul profesorului Weir                      | 1962 | Graham Weir                              |                                                                          | [ 57 ] |
| Unchiul Vania                                | 1963 | Dr Astrov                                | Versiune pentru film a producției a National Theatre Company             | [ 58 ] |
| Bunny Lake Is Missing                        | 1965 | Supt. Newhouse                           |                                                                          | [ 59 ] |
| Othello                                      | 1965 | Othello                                  | Versiune pentru film a producției a National Theatre Company             | [ 60 ] |
| Khartoum                                     | 1966 | Mahdi                                    |                                                                          | [ 61 ] |
| Romeo și Julieta                             | 1968 | Narrator                                 |                                                                          | [ 62 ] |
| Sandalele pescarului                         | 1968 | Piotr Ilyich Kamenev                     |                                                                          | [ 63 ] |
| Ce război minunat!                           | 1969 | Field Marshal Sir John French            |                                                                          | [ 64 ] |
| Dance of Death                               | 1969 | Edgar                                    | Versiune pentru film a producției a National Theatre Company             | [ 65 ] |
| Bătălia pentru Anglia                        | 1969 | Air Chief Marshal Sir Hugh Dowding       |                                                                          | [ 66 ] |
| Three Sisters                                | 1970 | Dr Ivan Chebutikin                       | Și regizor; Versiune pentru film a producției a National Theatre Company | [ 67 ] |
| Nicolae și Alexandra                         | 1971 | Count Witte                              |                                                                          | [ 67 ] |
| Lady Caroline Lamb                           | 1972 | The Duke of Wellington                   |                                                                          | [ 68 ] |
| Sleuth                                       | 1972 | Andrew Wyke                              |                                                                          | [ 69 ] |
| The Rehearsal                                | 1974 | Membru al distribuției                   |                                                                          | [ 70 ] |
| The Seven-Per-Cent Solution                  | 1975 | Professor Moriarty                       |                                                                          | [ 71 ] |
| Marathon Man                                 | 1976 | Dr Christian Szell aka "The White Angel" |                                                                          | [ 72 ] |
| A Bridge Too Far (Un pod prea îndepărtat)    | 1977 | Dr Jan Spaander                          |                                                                          | [ 73 ] |
| The Betsy                                    | 1978 | Loren Hardeman                           |                                                                          | [ 74 ] |
| The Boys from Brazil (Băieții din Brazilia)  | 1978 | Ezra Lieberman                           |                                                                          | [ 75 ] |
| A Little Romance                             | 1979 | Julius                                   |                                                                          | [ 76 ] |
| Dracula                                      | 1979 | Abraham Van Helsing                      |                                                                          | [ 77 ] |
| The Jazz Singer                              | 1980 | Cantor Rabinovitch                       |                                                                          | [ 78 ] |
| Inchon                                       | 1981 | General Douglas MacArthur                |                                                                          | [ 79 ] |
| Clash of the Titans (Ciocnirea titanilor)    | 1981 | Zeus                                     |                                                                          | [ 80 ] |
| The Jigsaw Man                               | 1982 | Admiral Sir Gerald Scaith                |                                                                          | [ 81 ] |
| The Bounty                                   | 1984 | Admiral Hood                             |                                                                          | [ 82 ] |
| Wild Geese II                                | 1985 | Rudolf Hess                              |                                                                          | [ 83 ] |
| War Requiem                                  | 1989 | Old Soldier                              |                                                                          | [ 84 ] |
| Sky Captain and the World of Tomorrow        | 2004 | Dr Totenkopf                             | Archive footage                                                          | [ 85 ] |

### Televiziune
| Emisiune                                              | An                             | Rol                        | Note                                                | Ref.            |
| ----------------------------------------------------- | ------------------------------ | -------------------------- | --------------------------------------------------- | --------------- |
| Sir Alexander Korda (1893–1956)                       | 14 aprilie 1956                | Participant                |                                                     | [ 89 ]          |
| John Gabriel Borkman                                  | 20 noiembrie 1958              | John Gabriel Borkman       |                                                     | [ 90 ] [ 91 ]   |
| The Moon and Sixpence                                 | 30 octombrie 1959              | Charles Strickland         | Transmis pentru prima dată la televiziunea din SUA  | [ 92 ]          |
| The Power and the Glory                               | 29 octombrie 1961              | Priest                     | Produs inițial pentru televiziunea americană        | [ 93 ] [ 94 ]   |
| Great Acting: "Laurence Olivier"                      | 26 februarie 1966              | Contribuitor               |                                                     | [ 95 ]          |
| Male of the Species                                   | 3 ianuarie 1969                | Narator                    | Transmis pentru prima dată la televiziunea din SUA  | [ 96 ]          |
| David Copperfield                                     | 15 martie 1969                 | Mr Creakle                 | Transmis pentru prima dată la televiziunea din SUA  | [ 97 ]          |
| Parkinson                                             | 1970                           | Guest                      |                                                     | [ 98 ]          |
| Love Among the Ruins                                  | 6 martie 1973                  | Sir Arthur Glanville-Jones | Transmis pentru prima dată la televiziunea din SUA  | [ 99 ]          |
| Long Day's Journey into Night                         | 9 martie 1973                  | James Tyrone Sr.           | Transmis pentru prima dată la televiziunea din SUA  | [ 100 ] [ 101 ] |
| The Merchant of Venice                                | 16 martie 1973                 | Shylock                    | Transmis pentru prima dată la televiziunea din SUA  | [ 102 ] [ 103 ] |
| The World at War                                      | 31 octombrie 1973 – 8 May 1974 | Narator                    | 26 de episoade                                      | [ 104 ]         |
| The Morecambe & Wise Show, Christmas Special          | 25 decembrie 1973              | Gazdă                      |                                                     | [ 105 ]         |
| The Dick Cavett Show                                  | 1974                           | Gazdă                      |                                                     | [ 106 ]         |
| Arena: "Theatre"                                      | 1 octombrie 1975               | Intervievat                |                                                     | [ 107 ]         |
| Laurence Olivier Presents: "The Collection"           | 5 decembrie 1976               | Harry                      |                                                     | [ 108 ]         |
| Laurence Olivier Presents: "Cat on a Hot Tin Roof"    | 12 decembrie 1976              | Big Daddy                  |                                                     | [ 109 ]         |
| Laurence Olivier Presents: "Hindle Wakes"             | 19 decembrie 1976              | –                          | Doar co-regizor                                     | [ 110 ]         |
| Jesus of Nazareth                                     | 10 aprilie 1977                | Nicodemus                  |                                                     | [ 111 ]         |
| Laurence Olivier Presents: "Saturday, Sunday, Monday" | 1 ianuarie 1978                | Antonio                    |                                                     | [ 112 ]         |
| Laurence Olivier Presents: "Come Back, Little Sheba"  | 7 ianuarie 1978                | Doc Delaney                |                                                     | [ 113 ]         |
| Laurence Olivier Presents: "Daphne Laureola"          | 14 ianuarie 1978               | Sir Joseph                 |                                                     | [ 114 ]         |
| Brideshead Revisited: "Home and Abroad"               | 20 octombrie 1981              | Lord Marchmain             |                                                     | [ 115 ]         |
| Brideshead Revisited: "Brideshead Revisited"          | 22 decembrie 1981              | Lord Marchmain             |                                                     | [ 116 ]         |
| A Voyage Round My Father                              | 2 martie 1982                  | Clifford Mortimer          |                                                     | [ 117 ]         |
| Laurence Olivier: A Life                              | 24 octombrie 1982              | Interviewee                |                                                     | [ 118 ]         |
| King Lear                                             | 3 aprilie 1983                 | King Lear                  |                                                     | [ 119 ]         |
| A Talent for Murder                                   | 19 decembrie 1983              | Dr Anthony Wainwright      |                                                     | [ 120 ]         |
| Mr. Halpern and Mr. Johnson                           | 26 ianuarie 1984               | Joe Halpern                |                                                     | [ 121 ]         |
| Wagner                                                | 16 iunie 1984                  | Sigmund von Pfeufer        |                                                     | [ 122 ]         |
| The Ebony Tower                                       | 8 decembrie 1984               | Henry Breasley             |                                                     | [ 123 ]         |
| The Last Days of Pompeii                              | 4 mai 1984                     | Gaius                      | Prezentat pentru prima dată la televiziunea din SUA | [ 124 ]         |
| Peter the Great                                       | 9 august 1986                  | William of Orange          | Trei episoade din patru                             | [ 125 ]         |
| Lost Empires                                          | 24 octombrie 1986              | Harry Burrard              |                                                     | [ 126 ]         |